# Heartbreak Station (album)
Heartbreak Station è il terzo album in studio del gruppo musicale statunitense Cinderella, pubblicato il 20 novembre 1990 dalla Mercury Records. Ha raggiunto la posizione numero 19 della Billboard 200 negli Stati Uniti ed è stato certificato disco di platino per le vendite di oltre 1 milione di copie nello stesso anno. Il cantante Tom Keifer ha lasciato intendere in diverse occasioni che questo è l'album dei Cinderella che preferisce. Sono stati estratti i singoli Shelter Me, che ha raggiunto la posizione numero 36 nella Billboard Hot 100, la title track, che ha raggiunto la posizione numero 44, e The More Things Change, che ha invece fallito l'accesso in classifica.

## Storia
Heartbreak Station è un album dai contorni decisamente diversi da quanto fatto in precedenza dalla band, presentando uno stile musicale maggiormente orientato al blues rock piuttosto che al pop metal, con evidenti influenze di Rolling Stones e Aerosmith. Questo disco rappresenta con molta probabilità il momento di massima maturità artistica da parte dei Cinderella. Tuttavia le vendite si dimostrarono inferiori rispetto a quelle dei due dischi precedenti e portarono all'inizio di un periodo difficile nella band, culminato con la perdita momentanea del batterista Fred Coury verso la fine del 1991, unitosi a Stephen Pearcy (voce dei Ratt) negli Arcade. Coury verrà brevemente sostituito da Kevin Valentine, Kenny Aronoff e Ray Brinker, prima di fare il suo ritorno nella band nel 1997. Inoltre, Tom Keifer comincerà ad avere seri problemi con la voce e dovrà sottoporsi a diversi interventi alle corde vocali. Diverse date del tour promozionale dell'album, tra cui una prevista in Italia, furono cancellate a causa dello scoppio della prima Guerra del Golfo.

## Tracce
Tutte le canzoni sono state composte da Tom Keifer, ad eccezione di Love's Got Me Doin' Time composta da Tom Keifer ed Eric Brittingham.
1. The More Things Change – 4:22
2. Love's Got Me Doin' Time – 5:19
3. Shelter Me – 4:47
4. Heartbreak Station – 4:28
5. Sick for the Cure – 3:59
6. One for Rock and Roll – 4:29
7. Dead Man's Road – 6:37
8. Make Your Own Way – 4:15
9. Electric Love – 5:23
10. Love Gone Bad – 4:20
11. Winds of Change – 5:35

## Formazione
- Tom Keifer – voce, chitarra, dobro, mandolino, pianoforte, chitarra a 12 corde in Heartbreak Station
- Jeff LaBar – chitarra, chitarra acustica in Heartbreak Station
- Eric Brittingham – basso
- Fred Coury – batteria, percussioni, cori

### Altri musicisti
- The Memphis Horns: Andrew Love (sassofono), Dennis Ruello (sassofono baritono) e Wayne Jackson (tromba)
- Jay Levin – steel guitar
- Jay Davidson – sassofono, pianoforte
- Ken Hensley – organo
- Rod Roddy – tastiere
- Brian O'Neal – tastiere
- Rick Criniti – tastiere
- Bashiri Johnson – percussioni
- Roy McDonald – programmazione musicale
- Elaine Foster, Sharon Foster, Tara Pellerin, Carla Benson, Evette Benton, Curtis King, Brenda King, Tawatha Agee, Eric Troyer – cori
- Bobby Schumann – chitarre aggiuntive
- J. Harman – batteria aggiuntiva

### Produzione
- John Jansen e Tom Keifer – produzione
- Gary Lions – ingegneria del suono

## Classifiche

### Classifiche settimanali
| Classifica (1990/91) | Posizione massima |
| -------------------- | ----------------- |
| Canada               | 28                |
| Finlandia            | 39                |
| Germania             | 34                |
| Giappone             | 31                |
| Norvegia             | 16                |
| Regno Unito          | 36                |
| Stati Uniti          | 19                |
| Svezia               | 42                |
| Svizzera             | 8                 |

### Classifiche di fine anno
| Classifica (1991) | Posizione |
| ----------------- | --------- |
| Stati Uniti       | 70        |